# Gjinkar
Gjinkar är en ort i Albanien.   Den ligger i prefekturen Qarku i Gjirokastrës, i den södra delen av landet, 130 km söder om huvudstaden Tirana. Gjinkar ligger 311 meter över havet och antalet invånare är 3 243.
Terrängen runt Gjinkar är bergig söderut, men norrut är den kuperad. Gjinkar ligger nere i en dal.  
I omgivningarna runt Gjinkar växer i huvudsak blandskog.  Runt Gjinkar är det ganska glesbefolkat, med 24 invånare per kvadratkilometer.